# Jean-Louis Dufour
Pour les articles homonymes, voir Dufour.
Jean-Louis Dufour, né le 4 octobre 1938, est un ancien officier, maître de conférences en polémologie à l’École spéciale militaire de Saint-Cyr. Il est également maître de conférences à l’Institut d'études politiques de Paris et enseigne dans plusieurs écoles et centres d’études ainsi qu’à l’université Saint-Joseph de Beyrouth.
Officier, diplomate et professeur, il a contribué à établir la distinction entre crises, guerres et différends internationaux ; il a aussi dressé une typologie des crises ; il a enfin établi la première synthèse parue en France sur le problème guerre-ville. Consultant militaire et stratégique de divers médias français et étrangers, il a publié de nombreux articles et ouvrages.

## Publications
- Les vraies guerres, Lyon, La Manufacture, 1990, 345 p. (ISBN 2-7377-0260-7)
- Avec Maurice Vaïsse, La Guerre au XXe siècle, Paris, Hachette Supérieur, 2003, 231 p. (ISBN 2-01-145568-5)
- Les crises internationales de Pékin (1900) à Bagdad (2004), Bruxelles, Editions Complexe, 2004, 330 p. (ISBN 2-8048-0022-9, lire en ligne)
- La Guerre, la ville et le soldat, Paris, Odile Jacob, 2006, 351 p. (ISBN 2-7381-1120-3, lire en ligne)
- Un siècle de crises internationales. De Pékin (1900) au Caucase (2008), Bruxelles, André Versaille Éditeur, 2009, 352 p. (ISBN 978-2-87495-030-8)